# Kiunga (rodzaj)
Kiunga – rodzaj ryb aterynokształtnych z rodziny Pseudomugilidae, klasyfikowanej też jako podrodzina tęczankowatych (Melanotaeniidae).

## Klasyfikacja
Gatunki zaliczane do tego rodzaju:
- Kiunga ballochi
- Kiunga bleheri